# Сисачко-мославачка жупанија
Сисачко-мославачка жупанија је жупанија у средишту Хрватске са седиштем у Сиску.  Према прелиминарним резултатима пописа из 2021. у жупанији је живело 140.549 становника.

## Грб
Грб је састављен од два мотива. На једној страни је рода, птица која је у тој жупанији честа, нарочито због природног парка - Лоњског поља. На десни страни је мач, одраз одлучности становништва да се одбрани, а упереност мача надоле изражава спремност на мир.

## Становништво
Према попису из 2011. у жупанији је живело 172.439 становника.
| Попис 2011.‍           | Попис 2011.‍           | Попис 2011.‍ | Попис 2011.‍ | Попис 2011.‍ |
| --------------------- | --------------------- | ----------- | ----------- | ----------- |
|                       |                       |             |             |             |
| Хрвати                | Хрвати                |             | 142.077     | 82,39%      |
| Срби                  | Срби                  |             | 21.002      | 12,18%      |
| Албанци               | Албанци               |             | 576         | 0,33%       |
| Аустријанци           | Аустријанци           |             | 9           | 0,01%       |
| Бошњаци               | Бошњаци               |             | 2.464       | 1,43%       |
| Бугари                | Бугари                |             | 6           | 0,00%       |
| Власи                 | Власи                 |             | 1           | 0,00%       |
| Мађари                | Мађари                |             | 122         | 0,07%       |
| Македонци             | Македонци             |             | 126         | 0,07%       |
| Јевреји               | Јевреји               |             | 10          | 0,01%       |
| Италијани             | Италијани             |             | 183         | 0,11%       |
| Немци                 | Немци                 |             | 54          | 0,03%       |
| Пољаци                | Пољаци                |             | 19          | 0,01%       |
| Роми                  | Роми                  |             | 1.463       | 0,85%       |
| Румуни                | Румуни                |             | 11          | 0,01%       |
| Руси                  | Руси                  |             | 32          | 0,02%       |
| Русини                | Русини                |             | 10          | 0,01%       |
| Словаци               | Словаци               |             | 212         | 0,12%       |
| Словенци              | Словенци              |             | 123         | 0,07%       |
| Турци                 | Турци                 |             | 5           | 0,00%       |
| Украјинци             | Украјинци             |             | 257         | 0,15%       |
| Црногорци             | Црногорци             |             | 68          | 0,04%       |
| Чеси                  | Чеси                  |             | 578         | 0,34%       |
| остали                | остали                |             | 160         | 0,09%       |
| регионална припадност | регионална припадност |             | 13          | 0,01%       |
| верска припадност     | верска припадност     |             | 974         | 0,56%       |
| нераспоређено         | нераспоређено         |             | 14          | 0,01%       |
| неизјашњени           | неизјашњени           |             | 1.611       | 0,93%       |
| непознато             | непознато             |             | 259         | 0,15%       |
| укупно: 172.439       |                       |             |             |             |

Средишњи део Хрватске, којој припада и простор Сисачко-мословачке жупаније одређује највећа густина индустријске изграђености, запослености и производње, чију основу чини индустријализовани троугао Загреб - Карловац – Сисак.
Према попису становништва из 2001. године на простору жупаније живи 185.387 становника (4,1% становништва Хрватске). Густина насељености је 42 становника/km².
Етнички састав: Хрвати 82,1%, Срби 11,7%, Бошњаци 0,6% и остали.

#### Број становника по пописима
| година пописа  | 2001.   | 1991.   | 1981.   | 1971.   | 1961.   | 1953.   | 1948.   | 1931.   | 1921.   | 1910.   | 1900.   | 1890.   | 1880.   | 1869.   | 1857.   |
| бр. становника | 185.387 | 251.332 | 255.292 | 258.643 | 255.635 | 247.482 | 234.953 | 268.287 | 248.953 | 256.207 | 235.514 | 215.675 | 186.059 | 182.656 | 168.292 |

## Извор
- ЦД-ром: „Насеља и становништво РХ од 1857-2001. године“, Издање Државног завода за статистику Републике Хрватске, Загреб, 2005.

## Географија
Сисачко-мославачка жупанија има површину од 4.463 km², па је по површини међу највећим жупанијама у Републици Хрватској и заузима око 7,9% копненог дела територије Републике Хрватске.
Сисачко-мославачка жупанија граничи са пет жупанија, а на југу граничи са суседном државом Босном и Херцеговином.
Граничне жупаније су:
- Карловачка (запад)
- Загребачка (север)
- Бјеловарско-билогорска (север; североисток)
- Пожешко-славонска (исток)
- Бродско-посавска (југоисток)